# Charles Cornwallis (1. markiz Cornwallis)

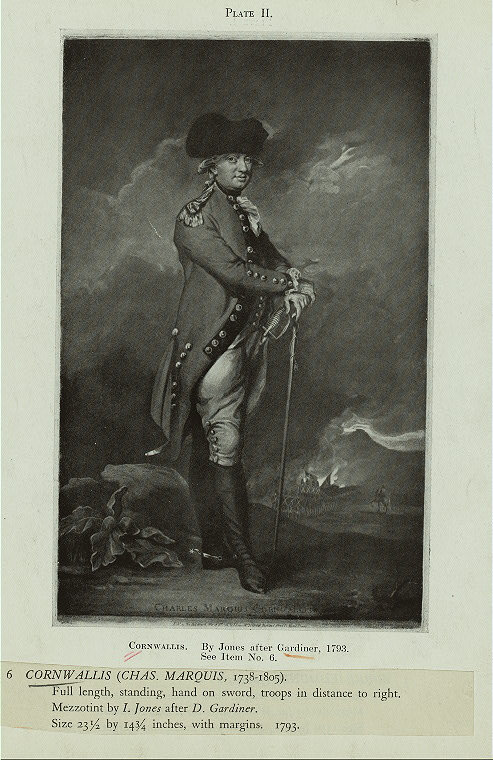
Charles Cornwallis, 1. markiz Cornwallis

Charles Cornwallis (ur. 31 grudnia 1738 w Grosvenor Square, w Londynie, zm. 5 października 1805 w Ghazipur, Indie Brytyjskie) – brytyjski polityk, gubernator Indii w latach 1782–1782, 1786–1794 i w 1805 roku.

## Życiorys
Pochodził z jednego z najbardziej szacownych brytyjskich rodów szlacheckich. Był synem Charlesa Cornwallisa, 1. hrabiego Cornwallis, i Elizabeth Townshend, córki 2. wicehrabiego Townshend. Od 1753 r. nosił tytuł grzecznościowy „wicehrabiego Brome”. Studiował w Clare College na Uniwersytecie Cambridge. Rozpoczął studia w akademii wojskowej w Turynie, które jednak rzucił, by wziąć udział w wojnie siedmioletniej. W 1760 r. został wybrany do Izby Gmin jako reprezentant okręgu Eye. Po śmierci ojca odziedziczył tytuł 2. hrabiego Cornwallis i zasiadł w Izbie Lordów.
W 1776 r. wypłynął do Ameryki, by walczyć przeciwko wojskom Waszyngtona. Wziął udział w kilku ważnych bitwach tej wojny. Był zastępcą kolejnych głównodowodzących. W 1777 r. zdobył Filadelfię, w 1780 r. Charleston, 16 sierpnia 1780 rozbił armię gen. Gatesa w bitwie pod Camden, ale 19 października 1781 r. pod Yorktown poddał się Waszyngtonowi, kończąc tym samym brytyjską dominację nad koloniami. Jedną z przyczyn klęski była nieufność, jaką darzyli siebie nawzajem Cornwalis i głównodowodzący sił brytyjskich w Ameryce Henry Clinton.
Po wojnie wrócił do Wielkiej Brytanii. W 1782 r. zaoferowano mu objęcie stanowiska gubernatora generalnego Indii. Wskutek sprzeciwu części polityków nie rozpoczął sprawowania urzędu i w 1783 r. formalnie zrezygnował z tej funkcji. W tym samym roku został konstablem Londynu. W roku 1786 ponownie został gubernatorem Indii. Zreformował tamtejszą administrację i zdusił powstanie Tipu Sultana. W 1786 r. otrzymał Order Podwiązki, a w 1792 r. został 1. markizem Cornwallis.
W 1794 r. powrócił do Wielkiej Brytanii. W latach 1795–1801 był generałem artylerii. 11 lutego 1797 r. został lordem namiestnikiem Irlandii i dowódcą sił zbrojnych w tym kraju. Zdławił tam rebelię. Brał udział w tworzeniu aktu unii, który zjednoczył parlamenty Wielkiej Brytanii i Irlandii.
Był jednym z autorów Traktatu z Amiens, który tymczasowo zakończył wojnę z Francją. W 1805 r. ponownie został gubernatorem Indii. Zmarł trzy miesiące po objęciu stanowiska. Tytuły parowskie odziedziczył jego najstarszy syn, Charles.